# Agrogeologia
Agrogeologia – dział geologii zajmujący się powierzchniowymi tworami skorupy ziemskiej. W zakres agrogeologii wchodzą badania typów gleb i procesów ich powstawania, w szczególności zaś możliwości przeciwdziałania niszczeniu gleby.